# Helmut Simson

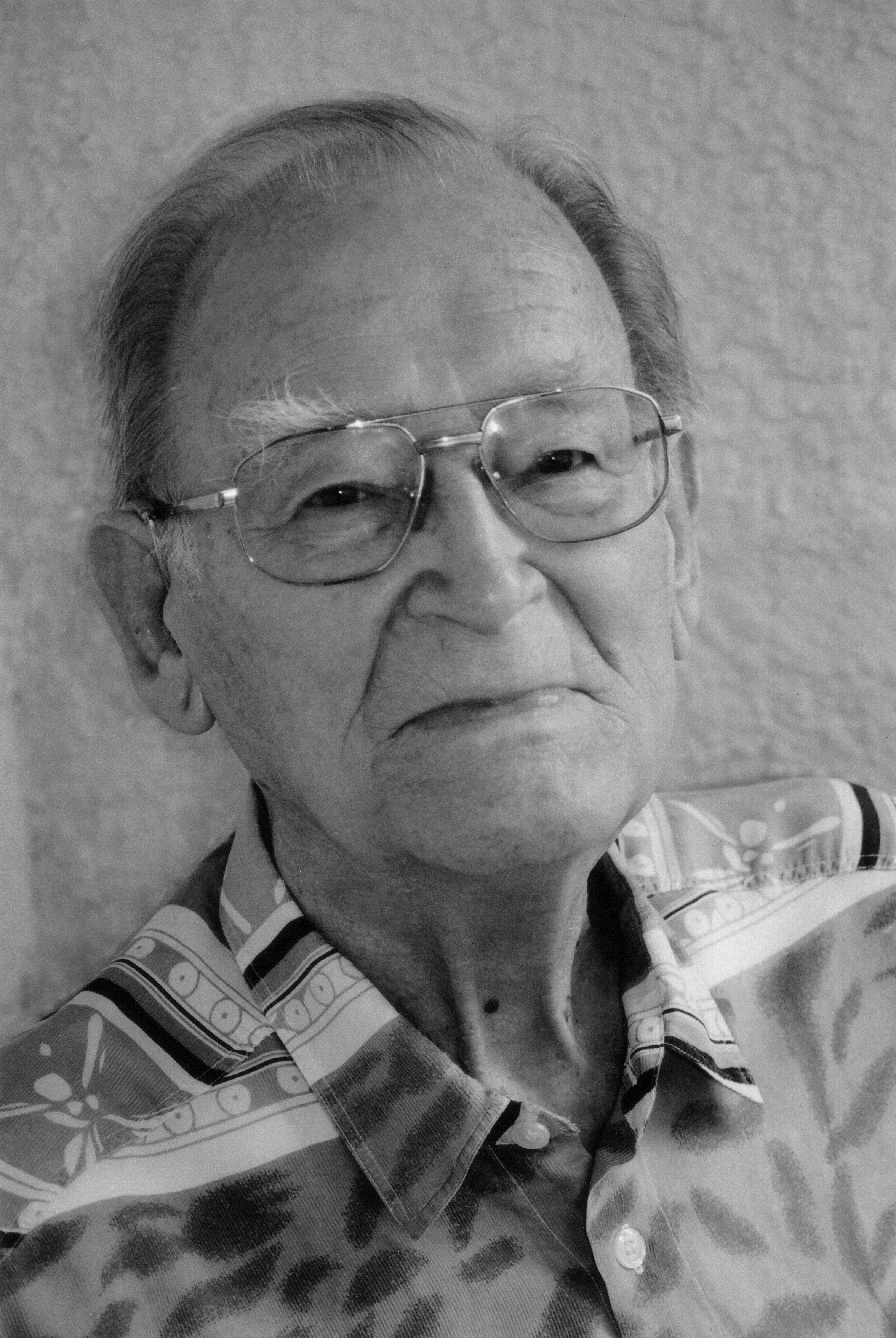
Helmut Simson

Helmut Simson (* 29. August 1916 in Berlin; † 13. März 2013 in Wolfsburg) war ein deutscher Politiker der SPD. Von 1974 bis 1976 war er Oberbürgermeister der Stadt Wolfsburg.

## Leben
Nach seinem Abitur, Arbeits- und Wehrdienst war Simson Soldat im Zweiten Weltkrieg, vorwiegend in Russland. Bei Kriegsende war er Leutnant bei einer Heeres-Flakabteilung. Im Juni 1945 wurde Simson aus amerikanischer Kriegsgefangenschaft entlassen. Bei der Rückkehr in seine Heimatstadt beschloss er angesichts der Trümmerlandschaften Maurer zu werden und beendete die Maurerlehre im Jahr 1949 mit der Gesellenprüfung. Von 1952 bis 1954 folgte ein Studium an der Akademie für Wirtschaft und Politik in Hamburg.
In den Jahren 1955 bis 1962 war Simson Geschäftsführer der  Gewerkschaft IG Bau-Steine-Erden in Wolfsburg und von 1962 bis 1979 geschäftsführender Vorsitzender des DGB-Kreises Wolfsburg/Gifhorn. In der sechsten und siebten Wahlperiode war Simson Mitglied des Niedersächsischen Landtags, dem er also vom 6. Juni 1967 bis zum 20. Juni 1974 angehörte. Von 1970 bis 1974 war er während dieser Zeit Vorsitzender des Ausschusses für Jugend und Sport. Im Rat der Stadt Wolfsburg war er Vorsitzender der SPD-Fraktion und vom 17. September 1974 bis 3. November 1976 Oberbürgermeister von Wolfsburg. Oft wird Simson der Vater des Bildungsurlaubsgesetzes genannt, weil er mit anderen Abgeordneten dieses Gesetz beraten und durchgesetzt hat. Bis heute haben über eine Million Menschen das Gesetz in Anspruch genommen. In Simsons Zeit als Oberbürgermeister wurde die Umgestaltung der Porschestraße beschlossen.
Über 55 Jahren war Helmut Simson Mitglied der SPD, über 60 Jahre Mitglied der Gewerkschaft. Im Jahr 1999 wurde Simson Ehrenbürger der Stadt Wolfsburg und ist Träger des Bundesverdienstkreuzes am Bande und des Komturkreuzes des Verdienstordens der Italienischen Republik. Simson verfasste im Jahr 2008 zum 100. Geburtstag seines Amtsvorgängers Hugo Bork eine Biografie über Borks Leben und Wirken.
Helmut Simson ist der Bruder der Schauspielerin Marianne Simson (1920–1992).